# Amphimallon subcristatus
Amphimallon subcristatus är en skalbaggsart som beskrevs av Leon Fairmaire 1879. Amphimallon subcristatus ingår i släktet Amphimallon och familjen Melolonthidae. Inga underarter finns listade i Catalogue of Life.